# Grammy za življenjsko delo
Grammy za življenjsko delo je nagrada, ki jo podeljuje National Academy of Recording Arts and Sciences (Narodna akademija snemalnih umetnosti in znanosti) v Združenih državah Amerike za izredne dosežke v glasbeni karieri.

## Prejemniki nagrade
| Leto | Prejemniki |
| ---- | --- |
| 1962 | Bing Crosby |
| 1965 | Frank Sinatra |
| 1966 | Duke Ellington |
| 1967 | Ella Fitzgerald |
| 1968 | Irving Berlin |
| 1971 | Elvis Presley |
| 1972 | Louis Armstrong, Mahalia Jackson |
| 1984 | Chuck Berry, Charlie Parker |
| 1985 | Leonard Bernstein |
| 1986 | Benny Goodman, The Rolling Stones, Andrés Segovia |
| 1987 | Roy Acuff, Benny Carter, Enrico Caruso, Ray Charles, Fats Domino, Woody Herman, Billie Holiday, B.B. King, Isaac Stern, Igor Stravinski, Arturo Toscanini, Hank Williams |
| 1989 | Fred Astaire, Pablo Casals, Dizzy Gillespie, Jascha Heifetz, Lena Horne, Leontyne Price, Bessie Smith, Art Tatum, Sarah Vaughan                                          |
| 1990 | Nat King Cole, Miles Davis, Vladimir Horowitz, Paul McCartney |
| 1991 | Marian Anderson, Bob Dylan, John Lennon, Kitty Wells |
| 1992 | James Brown, John Coltrane, Jimi Hendrix, Muddy Waters |
| 1993 | Chet Atkins, Little Richard, Thelonious Monk, Bill Monroe, Pete Seeger, Fats Waller                                                                                      |
| 1994 | Bill Evans, Aretha Franklin, Arthur Rubinstein |
| 1995 | Patsy Cline, Peggy Lee, Henry Mancini, Curtis Mayfield, Barbra Streisand                                                                                                 |
| 1996 | Dave Brubeck, Marvin Gaye, Georg Solti, Stevie Wonder |
| 1997 | Bobby "Blue" Bland, The Everly Brothers, Judy Garland, Stéphane Grappelli, Buddy Holly, Charles Mingus, Oscar Peterson, Frank Zappa                                      |
| 1998 | Bo Diddley, The Mills Brothers, Roy Orbison, Paul Robeson |
| 1999 | Johnny Cash, Sam Cooke, Otis Redding, Smokey Robinson, Mel Tormé |
| 2000 | Harry Belafonte, Woody Guthrie, John Lee Hooker, Mitch Miller, Willie Nelson                                                                                             |
| 2001 | The Beach Boys, Tony Bennett, Sammy Davis, Jr., Bob Marley, The Who |
| 2002 | Count Basie, Rosemary Clooney, Perry Como, Al Green, Joni Mitchell |
| 2003 | Etta James, Johnny Mathis, Glenn Miller, Tito Puente, Simon & Garfunkel                                                                                                  |
| 2004 | Van Cliburn, The Funk Brothers, Ella Jenkins, Sonny Rollins, Artie Shaw, Doc Watson                                                                                      |
| 2005 | Eddy Arnold, Art Blakey, The Carter Family, Morton Gould, Janis Joplin, Led Zeppelin, Jerry Lee Lewis, Jelly Roll Morton, Pinetop Perkins, The Staple Singers            |
| 2006 | David Bowie, Cream, Merle Haggard, Robert Johnson, Jessye Norman, Richard Pryor, The Weavers                                                                             |
| 2007 | Joan Baez, Booker T. & the M.G.'s, Maria Callas, Ornette Coleman, The Doors, The Grateful Dead, Bob Wills                                                                |
| 2008 | Burt Bacharach, The Band, Cab Calloway, Doris Day, Itzhak Perlman, Max Roach, Earl Scruggs                                                                               |
| 2009 | Gene Autry, The Blind Boys of Alabama, The Four Tops, Hank Jones, Brenda Lee, Dean Martin, Tom Paxton                                                                    |
| 2010 | Leonard Cohen, Bobby Darin, David "Honeyboy" Edwards, Michael Jackson, Loretta Lynn, André Previn, Clark Terry                                                           |
| 2011 | Julie Andrews, Roy Haynes, Juilliard String Quartet, The Kingston Trio, Dolly Parton, Ramones, George Beverly Shea                                                       |
| 2012 | The Allman Brothers Band, Glen Campbell, Antônio Carlos Jobim, George Jones, The Memphis Horns, Diana Ross, Gil Scott-Heron                                              |
| 2013 | Glenn Gould, Charlie Haden, Lightnin' Hopkins, Carole King, Patti Page, Ravi Shankar, The Temptations                                                                    |
| 2014 | The Beatles, Clifton Chenier, The Isley Brothers, Kraftwerk, Kris Kristofferson, Armando Manzanero, Maud Powell                                                          |
| 2015 | The Bee Gees, Pierre Boulez, Buddy Guy, George Harrison, Flaco Jiménez, The Louvin Brothers, Wayne Shorter                                                               |
| 2016 | Ruth Brown, Celia Cruz, Earth, Wind & Fire, Herbie Hancock, Jefferson Airplane, Linda Ronstadt, Run-D.M.C                                                                |